# Гвоздь (мультфильм)
«Гвоздь» (эст. Nael) — советский кукольный мультфильм для взрослых, снятый режиссёром Хейно Парсом на студии «Таллинфильм» в 1972 году. Главными действующими персонажами — гвоздями за всё время не произносится ни одного слова.
В 1981 году вышло продолжение «Гвоздь II».

## Сюжет
- Страстная любовь
Гвоздь забирается в окно к Гвоздине. Его голова светится от страсти и он передаёт это свечение ей. Затем приглашает на танец и они танцуют чувственно изгибаясь. Дальше — поцелуй, от которого они раскаляются, и появляется маленький гвоздик. Увидев его Гвоздь прыгает в окно и скрывается.
- Напросилась — хуже будет
Гвоздиня долго двигается вокруг Молотка, затем целует его. Молоток поднимается и падает на неё (расплющивая).
- Совет такой: Пьянству — бой
Гнутый гвоздь затевает драку с другими гвоздями. С милицейской сиреной приезжает большой магнит, забирает хулигана и помещает за решётку. Вспоминает о пьянице и проливает слезу только пустая бутылка из-под водки.
- Цирк
Гвоздь-укротитель щёлкает хлыстом и заставляет большого рычащего гвоздя прыгать через горящий обруч, затем кланяется зрителям. Но большой гвоздь съедает укротителя и сам раскланивается.

## Создатели
- Сценарист и режиссёр: Хейно Парс
- Художник: Георгий Щукин
- Оператор: Арво Нуут[эст.]
- Аниматоры: Аарне Ахи, Хейки Кримм, Тынис Сахкай[эст.]
- Композитор: Юло Винтер
- Звукооператор: Юло Саар
- Редактор: Сильвия Кийк
- Директор: Владимир Коринфский

## Награды
- 1 премия на VI Всесоюзном кинофестивале в Алма-Ате (1973)[2];
- диплом за участие в информационной программе Всемирного фестиваля анимационных фильмов в Загребе (СФРЮ, июнь 1974)[1];
- диплом за новую технику на XI конгрессе Международного союза технических кинематографических ассоциаций (УНИАТЕК) (1974, Салерно, Италия)[3].

## Критика
По мнению Сергея Асенина, «Гвоздь» стал наиболее совершенным из фильмов Парса, предназначенных для взрослого зрителя. Киновед оценил ювелирный подход к одушевлению жёстких металлических гвоздей, как героев фильма, придавший им «выразительность, которой мог бы позавидовать любой мим».